# شرشيري (لون)
شرشيري أو شرشير (بالإنجليزية: Teal)‏ أو الأخضر المزرق (بالإنجليزية: Bluish green)‏ هو لون مزيج مابين الأزرق والأخضر (يميل للزرقة بشكل أكبر) ويشبه اللون السماوي. أخذ هذا اللون اسمه من الطير— الشرشير الشتوي (الحذف الشتوي)—الذي يملك بقعة ذات لون مماثل على رأسه.
يمكن إنشاء هذا اللون عبرمزج اللون الأزرق مع الأخضر على قاعدة بيضاء أو أغمق حسب الحاجة مع الأسود أو الرمادي. اللون المكمل للشرشيري هو اللون الماروني. وهذا اللون يعتبر واحد من المجموعة الستة عشر الأولية لألوان الويب التي صيغت في عام 1987.
أول استخدام مسجل للكلمة الإنجليزية للون الشرشيري (Teal) كاسم لون وليس طائر كان في عام 1917.

## الاختلافات

### شرشيري أزرق
الشرشيري الأزرق هو درجة متوسطة من الشرشيري مع ميلان للأزرق.